# 埃娃·弗拉布措娃-尼夫尔托娃
埃娃·弗拉布措娃-尼夫尔托娃（捷克語：Eva Vrabcová-Nývltová，捷克語發音：[ˈɛva ˈvraptsovaː ˈniːvl̩tovaː]；1986年2月6日—）是一名捷克越野滑雪运动员和马拉松运动员。她自2005年参加了顶级越野滑雪比赛。参加三届冬季奥林匹克运动会，后来改练田径，出战2016年里约奥运女子马拉松项目。